# 挚爱 (爱莉安娜·格兰德专辑)
《挚爱》是美国歌手爱莉安娜·格兰德的首张录音室专辑，由聯眾唱片发行于2013年9月3日。专辑《挚爱》在制作上耗时三年时间，其中的风格是在爱莉安娜的偶像们身上获取灵感，惠特妮·休斯顿、艾米·怀恩豪斯、克里斯蒂娜·阿奎莱拉和玛丽亚·凯莉，并且专辑风格结合了流行及节奏布鲁斯元素。爱莉安娜将专辑的上半部分称作是“缅怀”上世纪九十年代的节奏布鲁斯音乐，下半部分则是完完全全的原创“加入了点我的元素，所以十分独特，十分与众不同”。爱莉安娜在专辑内的十二首曲目中共参与制作了六首。哈儿莫尼·萨缪尔斯、肯尼思·“娃娃脸”·埃德蒙、帕特里克·“J. Que”·史密斯，以及电视剧《胜利之歌》中爱莉的联合主演莱昂·托马斯三世，和其他音乐人共同参与了专辑的制作。爱莉耗时了三年时间来录制专辑中的大部分歌曲。除了与大肖恩，米卡和麥克·米勒合作之外，还与渴望乐团的内森·塞克斯合作了歌曲〈几乎，永远不够〉，收录在《圣杯神器：骸骨之城电影原声带》中。专辑中也偶然间加入了像成人当代音乐和恰空这样的音乐元素。
爱莉安娜为宣传专辑举办了The Listening Sessions巡回演唱会。美国说唱歌手麦克·米勒助阵演唱的首发主打单曲〈爱你的方式〉于2013年3月25日发行，歌曲空降美国《告示牌》百强单曲榜第九位。第二支主打单曲〈宝贝 我〉于2013年7月22日发行，空降《告示牌》百强单曲榜第二十一位擦身错过二十强。第三支亦是最后一支主打单曲〈就在那里〉于2013年8月6日发行，空降《告示牌》百强单曲榜第八十四位。
专辑《挚爱》夺冠美国《公告牌》二百强专辑榜，并且在首周的销量累计到了138,000份。全球情况上，专辑也冲进了澳大利亚、加拿大、丹麦、爱尔兰、日本、荷蘭以及英国当地排行榜十强。
2016年3月22日，专辑在美国售出了超过100万份，并获得了美国唱片业协会的白金认证。截至2018年4月，已在美国售出了596,000份。

## 背景和理念
专辑《挚爱》共用了三年时间制作完成。在这期间，专辑制作的理念和唱歌的方式都发生了不小的变化。早在2010年8月爱莉安娜便开始了专辑的制作，但那时她还在忙于拍摄电视剧《胜利之歌》，直到2011年8月10日，她与聯眾唱片签约之后，正式开始以唱片公司的名义进行录制工作。到了同年9月10号日，她已经录制好了二十首歌曲，并计划着将专辑曲目压至十三首。首支单曲于2011年12月12日发行，是一首名为〈Put Your Hearts Up〉的泡泡糖流行乐歌曲。单曲主要面向青少年听众，也许是为了迎合当时爱莉安娜的核心粉丝，由出演《胜利之歌》而在青少年中聚集的人气组成。在2012年6月的一次采访中，爱莉安娜说专辑里的所有元素都是受到了“五六十年代嘟·喔普的启发”，而且会有两支单曲抢先专辑发行，其中一支为SkyBlu助阵演唱的〈Do You Love Me〉。当时公司可以让爱莉安娜透露的歌曲有〈蜜月大道〉、〈Voodoo Love〉、〈Pink Champagne〉、〈Boyfriend Material〉、〈纹心〉、〈白日梦〉、以及〈You're My Only Shawty〉。最后一首被废弃并最终卖给了黛咪·洛瓦特，改作〈你是我唯一〉（"You're My Only Shorty"）收录在她的节奏布鲁斯风格专辑《坚固柔情》中。
在2013年，爱莉安娜向唱片公司表达了自己对专辑制作方向定位的不满。在2013年的几次采访中，她都提到了完全不喜欢她的首支单曲〈Put Your Hearts Up〉，对那种音乐风格并不感冒。她表示自己想要制作那种陪伴她成长的音乐，即是“都市流行音乐，九十年代音乐”。说唱歌手伊基·阿塞莉娅曾拒绝参与了专辑的制作；然而之后她与爱莉安娜合作了第二张专辑《我的全部》。专辑最初名为《白日梦》，并计划于2013年8月发行。
专辑的风格上受到了许多艺人的影响，包括艾米·怀恩豪斯、克里斯蒂娜·阿奎莱拉、玛丽亚·凯莉和惠特妮·休斯顿等。专辑的上半部分被爱莉安娜称作是上世纪九十年代节奏布鲁斯音乐的“回归”，下半部分则是完完全全的原创“加入了点我的元素，所以十分独特，十分与众不同”。总的来说，她表示“所以有一半是回归，回归到那些非常熟悉的感觉，美好的感觉；另一半是我原创的，独具魅力，带有我喜爱的新鲜而美妙的感觉”。

## 创作
在音乐方面，《挚爱》将九十年代的节奏布鲁斯和五十年代的嘟·喔普两种音乐流派糅合在了一起，探索了一把“复古风格”。来自PopMatters的斯科特·因特兰特对专辑充满赞扬，并提到创作和制作上充满了心思，“两种流派的精髓都毫不费力地糅合在一起。” 正如他所认为的那样，“奇特的鼓点支撑着多数嘟·喔普歌曲中丰富的和声及和弦，节奏布鲁斯曲目被注入了有着天真乐观元素的六十年代流行风格。”Pitchfork的安德鲁·赖斯则认为爱莉安娜选择了“让九十年代的嘻哈灵魂氛围突兀地处在的致敬嘟·喔普的歌曲创作中。”
一段管弦乐开场后专辑便进入第一支曲目〈蜜月大道〉，一首以升F大调创作的慢节奏歌曲，设定为
拍以及每分钟六十三拍的节奏。歌曲中探索了将嘟·喔普与城市元素结合的五十年代音乐风格。在歌词中, 〈蜜月大道〉多次隐喻地讲述了某人坐在另一半开的车上。因为另一半老套的手法和陈旧的行驶线路，他们俩之间将会出现感情危机。爱莉安娜在接受MTV采访中解释到〈蜜月大道〉的歌词讲述了是“关于知道自己处在的关系即将感情破裂但希望延续下去，回到当初并重新开始。”第二首曲目〈宝贝 我〉贯彻了九十年代的流行和节奏布鲁斯元素。歌词中表达了爱莉安娜对某人的特殊地爱慕难以言表。当中运用了响指、切分拍、号声以及鼓点加重刻画了〈宝贝 我〉的复古元素。
第三支是大肖恩助阵演唱的曲目〈就在那里〉。在音乐方面中，〈就在那里〉也融合了九十年代的节奏布鲁斯和都市音乐元素，并混有渣铺和嘻哈音乐的元素。杂志《公告牌》的杰森·利普斯次点评这首歌“大肖恩炫耀自己的魅力时，爱莉也秀出她经典熟知的多音单韵脚音节。”第四支曲目〈纹心〉是一首G大調六十三拍双重和四重节拍的嘟·喔普歌曲，人声在D4至F5调之间延伸。第五支曲目〈新钢琴〉以掌声律动的节奏为基础，加上脉动的节拍和循环的钢琴乐来演绎出这首歌。

## 发行和宣传
为了宣传首发主打单曲〈爱你的方式〉，爱莉安娜拜访做客了多家广播台，包括Y-100 Miami、93.3 FM、Z100、KIIS-FM、和99–7 Now。爱莉安娜在几场由四十大广播台举行的音乐会上演唱了〈爱你的方式〉，包括2013年5月11日KIIS-FM在洛杉矶举行的Wango Tango音乐会，5月17日101.3 KDWB在明尼阿波利斯举行的明星派对音乐会，5月18日亲吻108在波士顿举行的2013亲吻音乐会，6月30日103.3 AMP Radio同样在波士顿举行的生日狂欢音乐会，以及7月5日Mix 93.3在堪萨斯城举行的Red White & Boom音乐会。她登上《艾伦秀》并首次在荧幕前演唱了〈爱你的方式〉，节目于2013年5月29日播出。
2013年8月1日，爱莉安娜透露了专辑《挚爱》的官方封面，当中爱莉在粉红色背景前跪在铺满玫瑰的床上。封面遭受粉丝的批评后，她很快就推出了一张只有她站在聚光灯下的黑白新封面。2013年8月7日，爱莉安娜通过iTunes发布了官方曲目列表，联众国唱片同时开启这张专辑的预售。8月19日，为宣传电影《天使聖物：骸骨之城》，与内森·塞克斯合作的〈几乎，永远不够〉音乐视频在Vevo上首播，且收录在电影的原声大碟中。专辑版本被延长了两分钟，并略有改编，这首歌空降《告示牌》百强单曲榜第84位。收录在米卡第三张录音室专辑《The Origin of Love》的〈流行的歌〉作为单曲于2012年12月21日发行，原版中是由普里西拉·雷内亚献声且歌词中含有脏话，而在单曲版本中爱莉代替普里西拉的部分并去除了脏话内容。
2013年8月25日，爱莉安娜在2013年MTV音乐录像带大奖的预演上演唱了〈爱你的方式〉和〈宝贝 我〉。专辑发售五天后，爱莉与麦克·米勒登上《今天》共同演唱了〈爱你的方式〉，并独自演唱了〈纹心〉，隔日也在2013年风尚奖上演唱了这首歌。一周之内爱莉还参加了直播节目《Live! with Kelly and Michael》并在《Late Night With Jimmy Fallon》上演唱了原音乐版的〈爱你的方式〉。

### The Listening Sessions
为宣传专辑《挚爱》爱莉安娜展开名为The Listening Sessions的首次个人巡演。2013年7月18日开始预售门票，隔日常规售卖门票，由于买的得非常好，在常规开卖前就基本买完。爱莉安娜也在贾斯汀·比伯的我相信巡回演唱会美国最后三个会场上作开场演出，分别为杰克逊维尔、坦帕和亚特兰大会场。在The Listening Sessions期间，爱莉得知自己的专辑登上美国iTunese首位。

## 主打单曲
专辑的首发主打单曲〈爱你的方式〉，联众唱片于2013年3月26日发行美国线上。歌曲由参与作词的哈儿莫尼·萨缪尔斯，与安珀·斯特里特、阿尔·谢罗德·蓝伯特、乔丁·斯帕克斯、布兰达·罗素和助阵献声的麥克·米勒共同创作。〈爱你的方式〉在发行七个小时后便空降iTunes Store热门榜榜首，并且很快空降《告示牌》百强单曲榜第九位。这是爱莉安娜和马克的第一首冲进《告示牌》百强单曲榜前十的单曲。也是爱莉安娜继推出《纯洁心灵》的娅埃勒·纳伊姆后的又一位首次登榜并进前十的女艺人。发行的两天内〈爱你的方式〉已拥有超过120,000个单位销售量。并且凭借着第一周的219,000个单位销售额成为了2013年内第三首首周最畅销的歌曲，仅次于賈斯汀·提姆布萊克的〈全副舞裝〉和1世代的〈絕代好歌〉。这首歌获得了美国唱片业协会的三重白金认证。
第二支主打单曲〈宝贝 我〉于2013年7月22日发行。歌曲由肯尼思·“娃娃脸”·埃德蒙、安东尼奥·迪克森和帕特里克·“J. Que”·史密斯共同创作。在第一周共售出141,000份拷贝，并空降《告示牌》百强单曲榜第二十一位，接连上支单曲双杀四十强。同时还空降热门数字歌曲榜第六位，爱莉安娜便是2013年唯一一位有两首歌进入该榜单十强的女艺人。在2013年7月28日至29日期间拍摄完这首歌的音乐视频。视频中爱莉安娜“穿越”到九十年代，伴舞也是那个年代的穿着。
大肖恩助阵演唱的第三支主打单曲〈就在那里〉于2013年8月6日发行。爱莉安娜与肖恩·安德森、海伦·卡尔弗、哈儿莫尼·萨缪尔斯、朗尼·贝里尔、詹姆斯·“J-Doe”·史密斯、阿尔·谢罗德·蓝伯特和特雷·斯塔克斯共同创作完成，同时哈儿莫负责了这首歌的制作。〈就在那里〉空降美国《公告牌》百强单曲榜第八十四位。2013年9月10日收录在当代节奏电台。

## 乐评要点
| 綜合得分         | 綜合得分 |
| 來源             | 評分     |
| ---------------- | -------- |
|                  | 81/100   |
| 評論得分         |          |
| 來源             | 評分     |
| AbsolutePunk     | 70%      |
| AllMusic         | [ 32 ]   |
| 《公告牌》       | 86/100   |
| Digital Spy      | [ 83 ]   |
| 《娱乐周刊》     | A-       |
| 《洛杉磯時報》   | [ 84 ]   |
| 《密歇根日报》   | B        |
| 《纽约每日新闻》 | [ 86 ]   |
| Pitchfork        | 6.5/10   |
| PopMatters       | [ 87 ]   |

根据Metacritic的计分标准，专辑基于九条点评，获得了代表“普遍好评”的81分。 AllMusic的马特·克拉尔将这张专辑评为四星（满分五星）并表示《挚爱》是“惊人的有深度以及独特”，展现出爱莉安娜深情的R＆B歌喉。并认为这张专辑不禁地“让人联想到玛丽亚·凯莉的歌腔，也不知是不是有意为之。”也觉得这张专辑“充分施展了她的才华。”《娱乐周刊》的尼克·卡图奇将专辑评为A-，称这张专辑为“纯粹的流行音乐”和由她“轻盈，百老汇的嗓音”唱出的“今年最纯粹享受的专辑之一”《纽约时报》的乔恩·卡拉玛尼卡对这张专辑做出好评，并写道像《美国偶像》和《欢乐合唱团》这样的电视节目“激发着人们对音乐的兴趣，但并没有对流行音乐有任何贡献。这是因为这两款节目都有着保守的作风，跟随潮流且不具挑战性。它们是关于模仿而不是创新的节目。”乔恩称赞爱莉安娜成为了第一位“可识别的流行歌星”，她运用“这些龙头的规则，在以其为基础上进行创新......她利用《欢乐合唱团》/《美偶》的模板作为起点，成为现代流行R＆B中坚强的复古主力军。”
杂志《公告牌》的杰森·利普斯次在一百满分下给予八十六的评分，并表示“《挚爱》承载了一位准备在流行乐榜单上证明自己的年轻歌手的期望，即便她出道第一作的品質差了许多，但爱莉安娜依靠强大的粉丝群和资源度过了这次劫难。”PopMatters的斯科特·因特兰特给予十分满分下八分评分，点评道“抛开一些小失误，《挚爱》对爱莉安娜来说最终是一次令人印象深刻的出道作品。”AbsolutePunk的瑞安·登内希评分为70％，认为“《挚爱》十分耐人寻味，不会让你直接陷入痴迷”并是“一封写有真情和遗憾的情书。”Pitchfork的安德鲁·赖斯评分为六点五分，觉得这是一张“老少皆宜的唱片。” 数码间谍的路易斯·康纳将这张专辑在五星满分下评为四星，写道“新鲜的制作，贴切的歌词，旋律像一阵粉红涟漪一样清爽和甜美”他还说”专辑的音调和节奏少有改变，但歌曲感觉十分有韵味，闪亮及充满活力”。康纳总结到《挚爱》“与胜利擦肩而过。”《密歇根日报》的格雷戈里·希克斯将该专辑评为B，称“大多数是高质量的曲目，十分抒情优美，但节拍上太过一致。”《纽约每日新闻》的吉姆·法伯在五星满分下给予了三星的评分。

## 市场反响

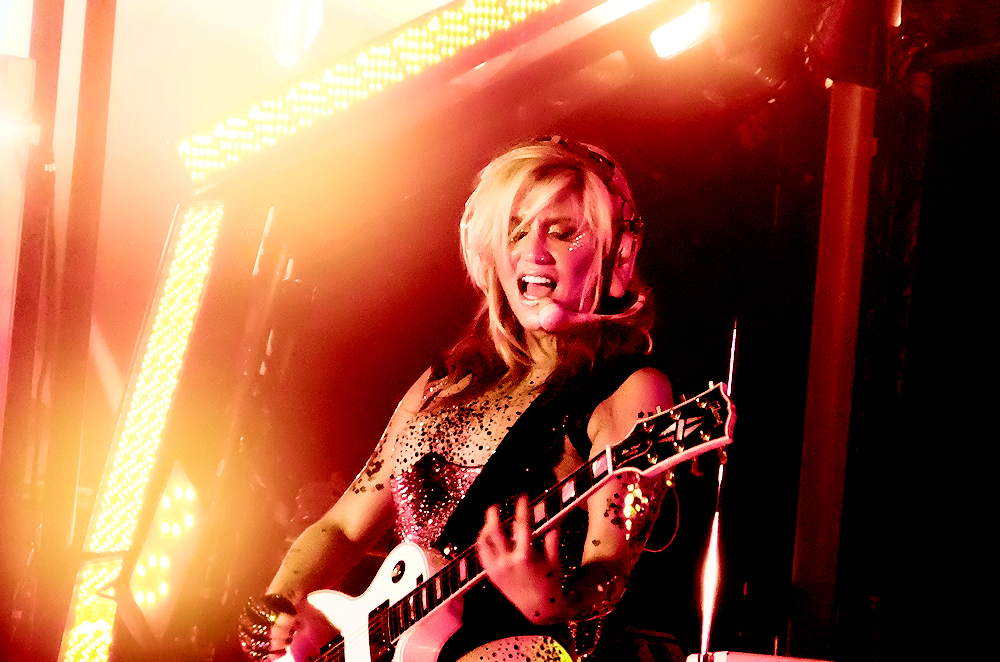
继2010年推出《派對動物》的凯莎之后，爱莉安娜是第十五位首专直冲《公告牌》二百强专辑榜的女艺人。

2013年9月4日，杂志《告示牌》预测专辑《挚爱》将于2013年9月11日之前在美国本土售出110,000至120,000份。在《挚爱》发行的十九分钟后，专辑便夺冠美国iTunes Store排行榜，随即夺下五十多个国家。《挚爱》发行后凭借首周卖出138,000份的成绩冲进《公告牌》二百强专辑榜。爱莉安娜便因此成为第十五位首专直冲《公告牌》二百强专辑榜的女艺人。其中专辑的数字版为卖座，因为数字版在首周就卖出了108,000份，实体版则卖出了30,000份。到了第二周，专辑降至第九位，此时销量增加了31,000份，所以在美国总销量达到了169,000份。直到2018年4月，该专辑已在美国售出了596,000份，因在2016年达到了100万份的销量，于2016年3月22日获得了美国唱片业协会（RIAA）的铂金认证。
《挚爱》冲进了多个国家的排行榜前十强，包括在澳大利亚空降第六位，在英国空降第七位，在爱尔兰也空降第六，以及在荷兰空降第五位。在新西兰冲进四十强榜并空降第七位。

## 曲目列表
| 《挚爱》 – 标准版 | 《挚爱》 – 标准版                                           | 《挚爱》 – 标准版 | 《挚爱》 – 标准版                                                                            | 《挚爱》 – 标准版 |
| 曲序              | 曲目                                                        | 词曲 | 制作人                                                                                       | 时长              |
| ----------------- | ----------------------------------------------------------- | --- | -------------------------------------------------------------------------------------------- | ----------------- |
| 1.                | 蜜月大道（Honeymoon Avenue）                                | 安东尼奥·迪克森 丹尼斯·“Aganee”·詹金斯 娃娃脸 克里斯托弗·雷迪克-泰恩斯 莱昂·托马斯三世 （ 英语 ： Leon Thomas III） 莫里斯·韦德 罗汉·希尔顿 托马斯·李·布朗 特拉维斯·塞尔斯 维多利亚·麦坎茨 （ 英语 ： Victoria Monét） 爱莉安娜·格兰德 | 娃娃脸 安东尼奥 The Rascals （ 英语 ： The Rascals (English band)）                                                    | 5:39              |
| 2.                | 宝贝 我（Baby I）                                           | 娃娃脸 安东尼奥 帕特里克“J. Que”史密斯 （ 英语 ： Patrick "J. Que" Smith） | 娃娃脸 安东尼奥                                                                              | 3:17              |
| 3.                | 就在那里（Right There；大肖恩助阵）                         | 爱莉安娜 哈儿莫尼·萨缪尔斯 （ 英语 ： Harmony Samuels） 海伦·“卡门·里斯”·卡尔弗 （ 英语 ： Carmen Reece） 朗尼·贝里尔 （ 英语 ： Lonny Bereal） 詹姆斯·“J-Doe”·史密斯 阿尔·谢罗德·蓝伯特 肖恩·安德森 杰夫·罗伯 （ 英语 ： Jeff Lorber）                     | 哈儿莫 Jo Blaq [b]                                                                           | 4:07              |
| 4.                | 纹心（Tattooed Heart）                                      | 爱莉安娜 娃娃脸 雷迪克-泰恩斯 托马斯三世 安东尼奥 斯夸尔 肖恩·福尔曼 （ 英语 ： Sean Foreman） | 娃娃脸 安东尼奥 The Rascals 斯夸尔 [a] 纳撒尼尔·莫特 （ 英语 ： Nathaniel Motte） [a]                       | 3:14              |
| 5.                | 爱的进行式（Lovin' It）                                     | 娃娃脸 雷迪克-泰恩斯 托马斯三世 瑞奇·“SlikkMuzik”·奥福德 安东尼奥 马克·摩拉利斯 （ 英语 ： Prince Markie Dee） 柯克·罗宾逊 （ 英语 ： Audio Two） 纳撒尼尔·罗宾逊 （ 英语 ： Audio Two） 马克·科里·鲁尼 （ 英语 ： Cory Rooney） 罗伊·C·哈蒙德          | 娃娃脸 安东尼奥 The Rascals                                                                  | 3:00              |
| 6.                | 新钢琴（Piano）                                             | 爱莉安娜 哈儿莫 强莫·菲弗 （ 英语 ： Chip (rapper)） 帕克·伊吉尔 （ 英语 ： Parker Ighile） 艾妮莎·莫伽丹 摩西亚·阿尤·塞缪尔 奥莱尼·伊迈克尔·阿金克米                                                                               | 哈儿莫 Mo-Keyz [c] 米奇 [c] Jo Blaq [b]                                                      | 3:54              |
| 7.                | 白日梦（Daydreamin）                                        | 斯夸尔 托马斯 维多利亚 | 斯夸尔 托马斯                                                                                | 3:31              |
| 8.                | 爱你的方式（The Way；麥克·米勒助阵）                        | 哈儿莫 安珀·斯特里特 （ 英语 ： Sevyn Streeter） 阿尔 乔丁·斯帕克斯 马尔科姆·麦考密克 布兰达·罗素 （ 英语 ： Brenda Russell） | 哈儿莫 辣酱 [b] 爱莉安娜 [b]                                                                 | 3:47              |
| 9.                | 你永远不会知道（You'll Never Know）                         | 雷迪克-泰恩斯 托马斯三世 娃娃脸 安东尼奥 | 娃娃脸 安东尼奥 The Rascals                                                                  | 3:34              |
| 10.               | 几乎，永远不够（Almost Is Never Enough；与内森·塞克斯合唱） | 爱莉安娜 哈儿莫 卡门·里斯 阿尔 马龙·萨缪尔斯 阿金克米 | 哈儿莫 Mo-Keyz [c] 米奇 [c] Jo Blaq [b] 里斯 [b] 塔利·赖利 （ 英语 ： Talay Riley） [b] 马克·阿萨里 [b] | 5:27              |
| 11.               | 流行的歌（Popular Song；爱莉安娜·格兰德助阵）               | 米卡 普里西拉·雷内亚 （ 英语 ： Priscilla Renea） 马修·乔伏 斯蒂芬·施瓦茨 | 格雷格·威尔斯 米卡 尼克·利特莫尔 （ 英语 ： Nick Littlemore） [c] 杰森·内文斯 （ 英语 ： Jason Nevins） [c]             | 3:20              |
| 12.               | 不说为好（Better Left Unsaid）                              | 爱莉安娜 哈儿莫 考特尼·哈勒尔 阿尔 马龙 阿金克米 | 哈儿莫 Mo-Keyz [c] 米奇 [c] Jo Blaq [b] 辣酱 [b]                                             | 3:32              |
| 总时长：          | 总时长：                                                    | 总时长： | 总时长：                                                                                     | 46:23             |

| 《挚爱》 – iTunes Store版（加值曲目） | 《挚爱》 – iTunes Store版（加值曲目）  | 《挚爱》 – iTunes Store版（加值曲目） | 《挚爱》 – iTunes Store版（加值曲目）                                          | 《挚爱》 – iTunes Store版（加值曲目） |
| 曲序                                  | 曲目                                   | 词曲                                  | 制作人                                                                         | 时长                                  |
| ------------------------------------- | -------------------------------------- | ------------------------------------- | ------------------------------------------------------------------------------ | ------------------------------------- |
| 13.                                   | 爱你的方式（拉丁英语版；J·巴尔文助阵） | 哈儿莫 安珀 阿尔 乔丁 马尔科姆 布兰达 | 哈儿莫 辣酱 [b] 爱莉安娜 [b] 埃德加·科塔萨尔 [b] 马克·波特曼 （ 英语 ： Mark Portmann） [b] | 3:46                                  |

| 《挚爱》 – 日本版（加值曲目） | 《挚爱》 – 日本版（加值曲目）            | 《挚爱》 – 日本版（加值曲目）                       | 《挚爱》 – 日本版（加值曲目）         | 《挚爱》 – 日本版（加值曲目） |
| 曲序                          | 曲目                                     | 词曲                                                | 制作人                                | 时长                          |
| ----------------------------- | ---------------------------------------- | --------------------------------------------------- | ------------------------------------- | ----------------------------- |
| 13.                           | 爱你的方式（麦克·米勒助阵；JdB电台版）   | 哈儿莫 安珀 阿尔 乔丁 马尔科姆 布兰达               | 哈儿莫 Sauce [b] 爱莉安娜 [b] JdB [d] | 4:24                          |
| 14.                           | 宝贝 我（Cosmic Dawn电台版）             | 娃娃脸 安东尼奥 J. Que                              | 娃娃脸 安东尼奥 Cosmic Dawn [d]       | 3:59                          |
| 15.                           | 就在那里（大肖恩助阵；7th Heaven电台版） | 爱莉安娜 哈儿莫 卡门·里斯 朗尼 J-Doe 阿尔 肖恩 杰夫 | 哈儿莫 Jo Blaq [b] 7th Heaven [d]     | 4:03                          |

注释
- ^[a] 为联合制片人
- ^[b] 为配唱制作人
- ^[c] 为额外制作人
- ^[d] 为混音师
- 曲目中文名为中国大陆星外星引进版官方译名。
- 〈就在那里〉选录了1979年The Jeff Lorber Fusion（英语：The Jeff Lorber Fusion）的〈Rain Dance（英语：Water Sign (Jeff Lorber album)）〉。
- 〈爱的进行式〉采录了玛丽·布莱姬的〈Real Love〉（1992年）的部分。

## 鸣谢名单
整理自AllMusic和专辑内页。
歌手和乐手
- 爱莉安娜·格兰德 – 主唱
- 大肖恩 – 助阵演唱（曲目3）
- 麥克·米勒 – 助阵演唱（曲目8）
- 内森·塞克斯 – 助阵演唱（曲目10）
- 米卡 – 助阵演唱（曲目11）
- 莱昂·托马斯三世（英语：Leon Thomas III） – 伴唱（曲目1）
- 海伦·卡尔弗（英语：Carmen Reece） – 伴唱
- 考特尼·哈勒尔 – 伴唱
- 印度·内那特 – 伴唱
- 焦万娜·克莱顿 – 大提琴
- 瓦内萨·弗里巴林-史密斯 – 大提琴
- 保拉·霍奇沃特 – 大提琴
- 约翰·卡钦斯 – 大提琴
- 安东尼·喇嘛支那 – 大提琴
- 帕梅拉·六鳍 – 弦乐器调音，小提琴
- 本·德维特 – 长号
- 安得烈·卡尼 – 小号
- 法比奥·菠菜 – 小号
- 莫尼萨·安吉尔 – 中提琴
- 克里斯廷·威尔金森 – 中提琴
- 戴维·安吉尔 – 小提琴
- 大卫·戴维森 – 小提琴
- 克莱顿·哈斯洛普 – 小提琴
- 莎伦·杰克逊 – 小提琴
- 李松娜 – 小提琴
- 马克·罗伯森 – 小提琴
- 茱莉·罗杰斯 – 小提琴
- 玛丽·凯瑟琳·范·奥斯代尔 – 小提琴
- 迪米·特里耶维奇 – 吉他
- 乔弗·里德曼 – 吉他
- 兰迪·埃利斯 – 铜管乐器编制，次中音萨克斯管

管理和创意
- 切尔西·埃弗里 – A&R，A&R协调
- 温迪·德斯坦 – A&R
- 纳伊姆·麦克奈尔 – A&R
- 克里斯廷·霍吉 – 专辑设计
- 哈儿莫尼·萨缪尔斯（英语：Harmony Samuels） – 执行制作
- 斯库特·布劳恩 – 执行制作，管理
- 埃里森·凯伊 – 管理
- 琼斯·克洛 – 摄影
- 劳拉·赫斯 – 营销管理

技术
- 爱莉安娜·格兰德 – 执行制作，配唱制作
- 杰森·内文斯 – 额外制作，鼓点编制，键位编制，混音
- 尼克·利特莫尔 – 额外制作
- Mo-Keyz – 额外制作
- 贾斯廷·海吉特 – 工程协助，混音协助
- 杰姆斯·克劳斯 – 工程协助，混音协助
- 马克西米利安·耶格 – 工程协助
- 特里希·哈里斯 – 协助
- 瑞恩·考尔 – 协助
- 克里斯托弗·雷迪克-泰恩斯 – 制作，作曲，鼓点编制，工程
- 哈儿莫尼·萨缪尔斯（英语：Harmony Samuels） –  器乐谱写，制作
- 米卡 –   制作，主唱
- 安东尼奥·迪克森 –   铜管乐谱写，制作
- 马特·斯奎尔 –   器乐谱写，制作
- 肯尼思·“娃娃脸”·埃德蒙 –   制作
- 瑞奇·“SlikkMuzik”·奥福德 –   制作
- 特拉维斯·塞尔斯 –  制作
- 菲利浦·拉塞特 – 弦乐谱写
- 乔尔·莫特 – 弦乐谱写
- 詹姆斯·沃德尔 – 弦乐工程
- 卡门·里斯 – 伴唱，配唱制作
- 罗宾·基内尔斯基 – 人声混音
- 马克·阿萨里 – 配唱制作
- Jo Blaq – 配唱制作
- 塔利·赖利（英语：Talay Riley） – 配唱制作
- 皮特·肯特 – 首席演奏
- 比尔·迈尔斯 – 指挥，弦乐谱写
- 艾维·斯科夫 – 指挥
- 彼得·斯滕加德 – 工程，配唱制作
- 保罗·博汀（英语：Paul Boutin (sound engineer)） – 工程
- 荷塞·卡多萨 – 工程
- 拉里·格茨 – 工程
- 罗伊·亨德里克森 – 工程
- 卡洛斯·金 – 工程
- 伊恩·麦格雷戈 – 工程
- 汤米·布朗 – 器乐编制，制作
- 塞德·索罗 – 键位编制
- 唐娜·格林 – 市场
- 布拉德·豪根 – 市场
- 汤姆·科恩 – 母带制作（英语：Audio mastering）
- 阿亚·美林 – 母带制作
- 乔恩·卡斯特利 – 混音工程
- 杰森·约书亚 – 混音
- 斯里布斯·赖利 – 人声工程
- 托尼·玛莎拉蒂（英语：Tony Maserati） – 混音
- 格雷格·威尔斯 – 制作，编制
- 纳撒尼尔·莫特 – 制作
- The Rascals – 制作
- 亨利·海 – 编制

## 排行榜
| 排行榜（2013年至14年）                    | 最高 排名 |
| ----------------------------------------- | --------- |
| 澳大利亞（ARIA專輯榜）                    | 6         |
| 奧地利（奧地利Ö3專輯榜）                  | 53        |
| 比利時法蘭德斯（Ultratop專輯榜）          | 62        |
| 比利時瓦隆（Ultratop專輯榜）              | 82        |
| 加拿大（《告示牌》Canadian Albums Chart） | 2         |
| 中国（信诺专辑榜）                        | 27        |
| 丹麥（Hitlisten專輯榜）                   | 10        |
| 荷蘭（MegaCharts專輯榜）                  | 5         |
| 法國（SNEP專輯榜）                        | 183       |
| 希腊（IFPI专辑榜）                        | 31        |
| 愛爾蘭（IRMA專輯榜）                      | 6         |
| 日本（Oricon專輯榜）                      | 3         |
| 墨西哥（AMPROFON专辑榜）                  | 39        |
| 紐西蘭（RMNZ專輯榜）                      | 11        |
| 挪威（VG-lista專輯榜）                    | 33        |
| 蘇格蘭（OCC專輯榜）                       | 18        |
| 韩国（Gaon国际专辑榜）                    | 27        |
| 西班牙（PROMUSICAE專輯榜）                | 45        |
| 瑞士（Schweizer Hitparade專輯榜）         | 57        |
| 英國（OCC專輯榜）                         | 7         |
| 美国（《告示牌》200）                     | 1         |
| 排行榜（2021年）                          | 最高 排名 |
| 波蘭（ZPAV專輯榜）                        | 29        |

| 排行榜（2013年）               | 排名 |
| ------------------------------ | ---- |
| 美国（《公告牌》二百强专辑榜） | 106  |

| 排行榜（2014年）               | 排名 |
| ------------------------------ | ---- |
| 日本（Oricon专辑榜）           | 42   |
| 美国（《公告牌》二百强专辑榜） | 68   |

## 销量认证
| 地區                                     | 认证 | 认证单位/销量 |
| ---------------------------------------- | ---- | ------------- |
| 加拿大（加拿大音乐协会）                 | 白金 | 80,000‡       |
| 日本（日本唱片協會）                     | 金   | 125,000       |
| 挪威（國際唱片業協會挪威分会）           | 金   | 10,000*       |
| 波兰（波蘭音像製造商協會）               | 金   | 10,000‡       |
| 英国（英国唱片业协会）                   | 金   | 88,870        |
| 美国（美國唱片業協會）                   | 白金 | 615,000       |
| *僅含認證的實際銷量 ‡僅含認證的+實際銷量 |      |               |

## 備註
1. ↑  专辑中文名为中国大陆星外星引进版官方译名（[5]）和台湾环球唱片引进版官方译名（[6]）

## 额外链接
- 在Discogs上的《挚爱》（发行列表）